# Xùn
 (mars 2023).
Si vous disposez d'ouvrages ou d'articles de référence ou si vous connaissez des sites web de qualité traitant du thème abordé ici, merci de compléter l'article en donnant les références utiles à sa vérifiabilité et en les liant à la section « Notes et références ».

Trigrammes - Yi Jing - Bāguà

|   | sin. | pinyin | on'yomi |
| ☰ | 乾   | qián   | ken     |
| ☷ | 坤   | kūn    | kon     |
| ☳ | 震   | zhèn   | shin    |
| ☴ | 巽   | xùn    | son     |
| ☲ | 離   | lí     | ri      |
| ☵ | 坎   | kǎn    | kan     |
| ☶ | 艮   | gèn    | gon     |
| ☱ | 兌   | duì    | da      |

☴ ou 巽, transcrit xùn en hanyu pinyin (romanisation du mandarin) et son selon la lecture on'yomi (japonais), est l'un des huit trigrammes du Yi Jing, et donc une figure du Bāguà.
Les images associées sont le doux, la fille ainée, le coq, les cuisses, le corbeau, le travail, le blanc, le long, le haut, l'indécis, …